# Tereza Koldovská
Tereza Koldovská (* 19. Oktober 2004 in Jablonec nad Nisou) ist eine tschechische Nordische Kombiniererin.

## Werdegang

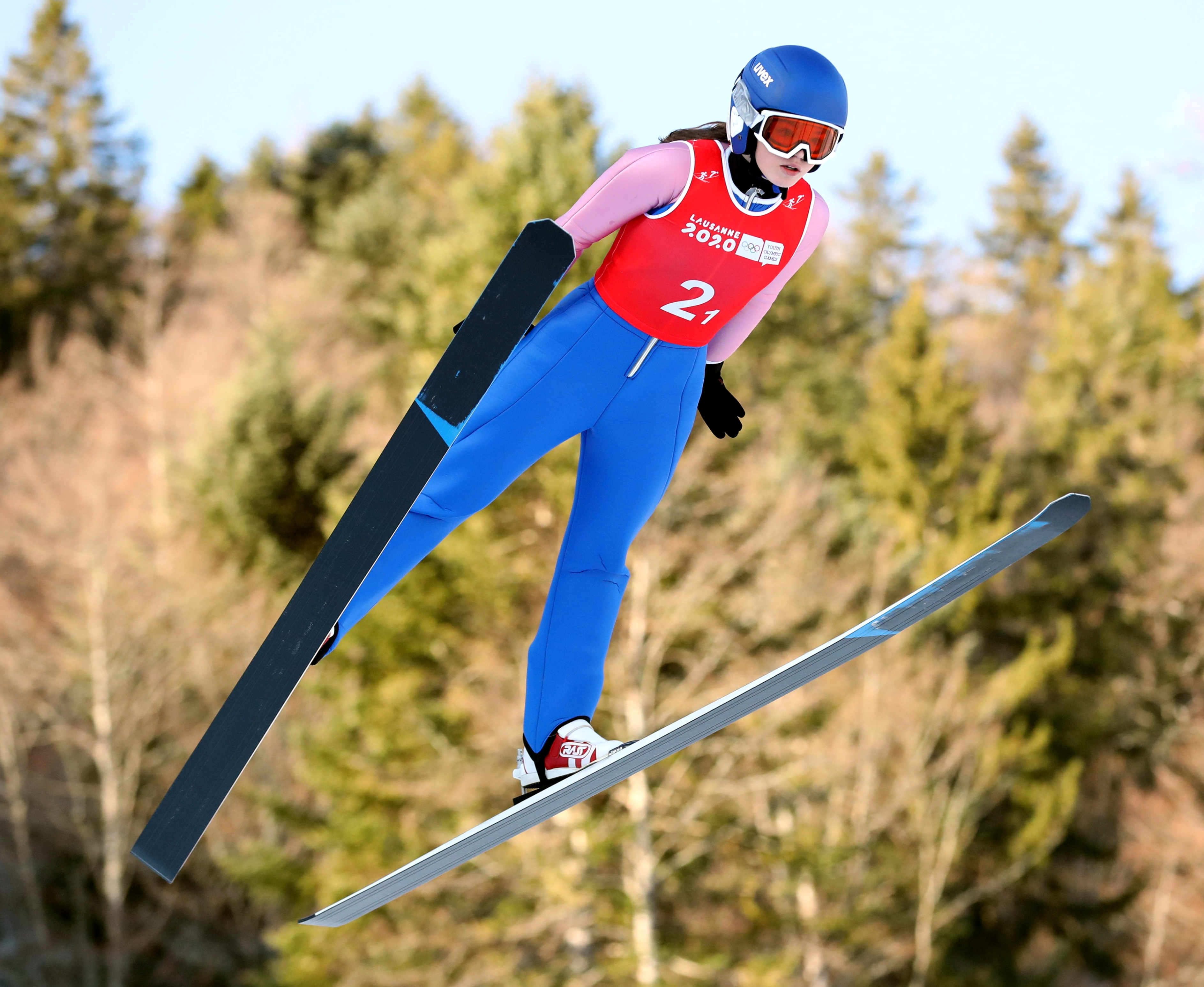
Koldovská 2020 in Prémanon

Koldovská, die für den Skiclub Harrachov startet, gab am 2. September 2016 im Rahmen des Youth-Cup-Wettbewerbs in Oberstdorf ihr internationales Debüt und belegte dabei den vorletzten Platz. In den folgenden Jahren nahm sie regelmäßig an weiteren Wettkämpfen dieser Nachwuchsserie teil und erreichte meist die mittleren bis hinteren Ränge. Bei den Nordischen Skispielen der OPA 2018 in Planica wurde sie sowohl im Gundersen Einzel der Schülerinnen als auch im Team Letzte. Mitte Januar 2020 nahm sie an den Olympischen Jugend-Winterspielen 2020 in Lausanne teil, wo erstmals eine Medaillenentscheidung in der Nordischen Kombination der Frauen ausgetragen wurde. Beim Wettbewerb von der Normalschanze Les Tuffes und über vier Kilometer kam Koldovská auf Rang 22 ins Ziel. Darüber hinaus wurde sie gemeinsam mit Jan Šimek, Štěpánka Ptáčková und Jiří Konvalinka Achte im Mixed-Teamspringen sowie Zehnte im Nordic-Mixed-Team. Wenige Wochen später ging sie erneut bei den Nordischen Skispielen der OPA in Villach an den Start, wo sie mit rund zweieinhalb Minuten Rückstand auf die Siegerin Emilia Görlich Sechste wurde. Bei den Nordischen Junioren-Skiweltmeisterschaften 2020 in Oberwiesenthal belegte Koldovská als beste Tschechin Rang 20 im Einzel sowie den neunten Platz im Mixed-Team.
Am 22. Januar 2021 gab Koldovská in Eisenerz ihr Debüt im Continental Cup, verpasste jedoch an allen drei Wettkampftagen die Punkteränge. Auch bei den kurz darauf stattfindenden Nordischen Junioren-Skiweltmeisterschaften 2021 in Lahti lag sie als 31. außerhalb der besten Dreißig. Im Mixed-Team wurde sie zudem gemeinsam mit Petr Šablatura, Jolana Hradilová und Jiří Konvalinka Zehnte. Ende Februar 2021 trat sie als einzige Tschechin beim historisch ersten Wettkampf bei den Nordischen Skiweltmeisterschaften 2021 in Oberstdorf an und belegte dabei den 27. Platz. Am 1. September 2021 gewann Koldovská bei ihrem Debüt im Sommer-Grand-Prix ihre ersten elf Punkte und belegte damit in der Gesamtwertung schließlich den 30. Platz. Anfang Oktober wurde sie erstmals tschechische Meisterin. Beim Auftakt in die Saison 2021/22 in Lillehammer gab Koldovská ihr Debüt im Weltcup und lief dabei auf den 25. Platz. Anfang März 2022 nahm sie an den Nordischen Junioren-Skiweltmeisterschaften 2022 in Zakopane teil. Dabei wurde sie 17. im Einzel sowie Sechste im Mixed-Team. Bei den Nordischen Junioren-Skiweltmeisterschaften 2023 in Whistler belegte sie Rang 22 im Gundersen Einzel. Wenige Wochen später lief Koldovská bei den Nordischen Skiweltmeisterschaften 2023 in Planica auf Rang 30.

## Statistik

### Platzierungen bei Weltmeisterschaften
| Jahr und Ort    | Wettbewerb | Wettbewerb  | Wettbewerb |
| Jahr und Ort    | Gundersen  | Massenstart | Mixed-Team |
| --------------- | ---------- | ----------- | ---------- |
| 2021 Oberstdorf | 27.        | —           | —          |
| 2023 Planica    | 30.        | —           | —          |
| 2025 Trondheim  | 36.        | 34.         | 10.        |

### Weltcup-Platzierungen
| Saison  | Platz | Punkte |
| ------- | ----- | ------ |
| 2021/22 | 21.   | 59     |
| 2022/23 | 31.   | 23     |
| 2023/24 | 32.   | 63     |

### Grand-Prix-Platzierungen
| Saison | Platz | Punkte |
| ------ | ----- | ------ |
| 2021   | 30.   | 11     |
| 2022   | 26.   | 13     |

### Continental-Cup-Platzierungen
| Saison  | Platz | Punkte |
| ------- | ----- | ------ |
| 2021/22 | 39.   | 08     |
| 2023/24 | 43.   | 58     |